# Васа, Эрик Юханссон
Эрик Йоханссон Васа (швед. Erik Johansson (Vasa); ок. 1470 — 8 ноября 1520, Стокгольм) — шведский дворянин из рода Васа, член королевского совета (1501—1520) и владелец замка Ридбохольм в Руслагене. Его старший сын будет править как король Швеции Густав I в 1523—1560 годах.

## Биография
Он родился около 1470 года в семье Йохана Кристиернссона Васа (1424—1477) и Биргитты Густавсдоттер Стуре в замке Эрбюхус, провинция Уппланд, Швеция. Он был одним из четырёх детей Йохана и Биргитты. Его отец Йохан был двоюродным братом Кнуда Тордссона Бунде, отца шведского короля Карла VIII Кнутссона Бунде.
Эрик Йоханссон Васа был верным приверженцем дома Стуре, могущественной и влиятельной семьи в Швеции с конца XV века до начала XVI века, и был известен своим раздражительным и деспотичным характером. Он помогал Стуре в борьбе против датской короны, которая контролировала большую часть Швеции в начале XVI века. Когда датчане во главе с королем Дании Кристианом II завоевали Швецию и захватили столицу Стокгольма в 1520 году, несколько членов партии Стуре были казнены в Стокгольмской кровавой бане в ноябре того же года. Среди казненных был Эрик Йоханссон Васа 8 ноября 1520 года
.
Его старший сын, Густав Эрикссон Васа, бежал из Дании незадолго до этого события и выжил. Он стал королем Швеции Густавом I в 1523—1560 годах и основателем династии Васа. Его правление ознаменовало окончательное отделение Швеции от Дании и ликвидацию Кальмарской унии, которая возникла в 1397 году.

## Личная жизнь
Эрик Васа был женат на Сесилии Монсдоттер Эка (ок. 1476—1523), дочери Магнуса Карлссона Эка и Сигрид Эскильсдоттер Банер, от брака с которой у него было восемь детей. Все их дети родились либо в Оркесте, либо в Ридбохольмском замке в современном графстве Стокгольм. У них трое сыновей и пять дочерей:
- Густав Эрикссон Васа (12 мая 1496 — 29 сентября 1560), будущий король Швеции с 1523 года[5]
- Маргарета Эриксдоттер Васа (1497 — 31 декабря 1536)
- Юхан Эрикссон (1499 — умер в детстве)
- Магнус Эрикссон (1501—1529)
- Анна Эриксдоттер (1503—1545), монахиня Вадстенского аббатства
- Биргитта Эриксдоттер (1505 — умерла в детстве)
- Марта Эриксдоттер (1507—1523)
- Эмерентия Эриксдоттер (1507—1523).